# Ascott Earl
Ascott Earl är ett slott i Storbritannien.   Det ligger i grevskapet Oxfordshire och riksdelen England, i den södra delen av landet, 110 km väster om huvudstaden London. Ascott Earl ligger 98 meter över havet.
Terrängen runt Ascott Earl är huvudsakligen platt. Ascott Earl ligger nere i en dal. Runt Ascott Earl är det ganska tätbefolkat, med 139 invånare per kvadratkilometer. Närmaste större samhälle är Witney, 10,6 km sydost om Ascott Earl. Trakten runt Ascott Earl består till största delen av jordbruksmark.